# Éthylène tétrafluoroéthylène
L'éthylène tétrafluoroéthylène, ou plus précisément le poly(éthylène-co-tétrafluoroéthylène), plus couramment connu sous son abréviation ETFE, est un fluoropolymère thermoplastique. C'est un copolymère alterné éthylène/tétrafluoroéthylène, développé dans les années 1940 par la firme Du Pont de Nemours et commercialisé à partir de 1970 sous la marque commerciale Tefzel. Ce matériau bénéficie d'un avis technique du CSTB, daté du 22 janvier 2010.

## Propriétés physiques et chimiques
- Ce matériau semi-cristallin est utilisé comme alternative au verre. L'ETFE, de densité 1,7, est plus léger que le verre (d = 2,5). Il transmet de manière plus efficace la lumière et son coût est 24 à 70 % plus faible.
- Il est capable de supporter 400 fois son poids.
- Il a une grande résistance à l'usure et est utilisable dans une large gamme de température (de −80 à 155 °C).
- La tenue chimique, bien qu'inférieure à celle du PTFE, reste excellente.
- À la différence de ce dernier, il peut être transformé par injection.
- Il est recyclable.

## Utilisation dans l'architecture

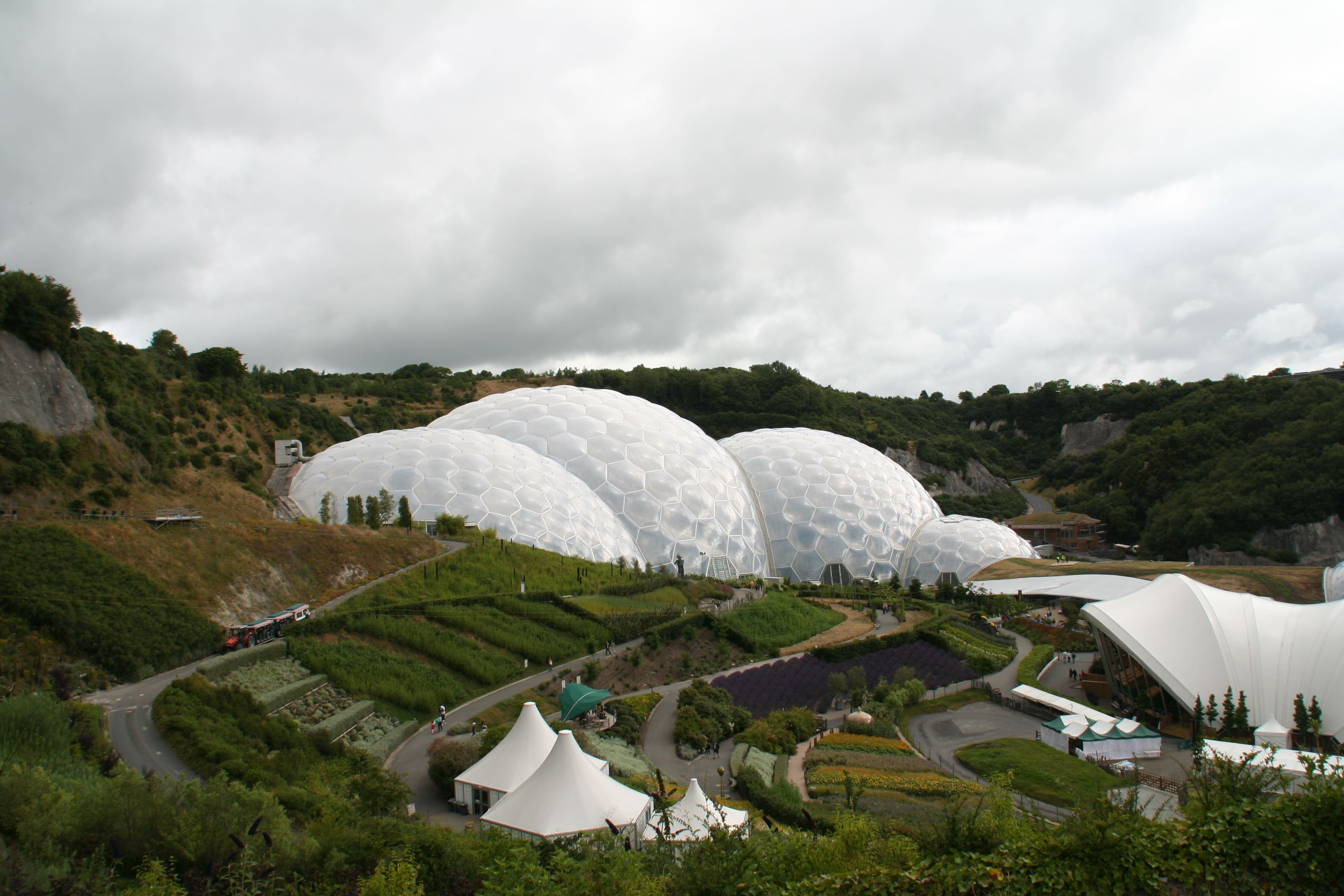
Les dômes de l'Eden Project fabriqués avec de l'ETFE.

De par ses propriétés, l'ETFE est aussi utilisé en architecture, notamment pour recouvrir des bâtiments, par exemple :
- le FRAC de Dunkerque, par Lacaton & Vassal ;
- l'auvent du Pavillon n°6 au Parc Exposition de Versailles, par Jean Nouvel [3];
- les dômes de l'Eden Project ;
- le stade Allianz Arena à Munich ;
- le centre national de natation de Pékin (dit « cube d'eau ») ;
- le toit-ciel du Pôle de loisirs et de commerces Confluence à Lyon ;
- la couverture du Khan Shatyr à Astana, la plus grande tente du monde ;
- la coupole (Peter Kulka) recouvrant la cour intérieure du Château de la Résidence de Dresde ;
- le Stade Océane du Havre ;
- le stade Allianz Riviera à Nice ;
- la toiture de l'atrium du Brent Civic Centre (en) de Londres ;
- la toiture de l'atrium de Rouen[4] ;
- le bâtiment Le Nuage de Philippe Starck à Montpellier[5] ;
- le Center Parcs du Bois aux daims à Loudun ;
- la gare de Rennes[6] ;
- la Médiacité à Liège
- la toiture du Lab City, bâtiment Eiffel du campus de l'école CentraleSupélec à Saclay ;
- la toiture du Stade de la Licorne, stade dans lequel évolue l'équipe de l'Amiens SC ;
- la charpente du centre commercial Lillenium, à Lille[7].